# Cicindela pugetana
Cicindela pugetana är en skalbaggsart som beskrevs av Thomas Casey 1914. Cicindela pugetana ingår i släktet Cicindela och familjen jordlöpare. Inga underarter finns listade i Catalogue of Life.